# Insane Decay of Mind
Insane Decay of Mind è un videogioco horror in prima persona sviluppato da GoManga Interactive, un team indipendente italiano e pubblicato da Merge Games Ltd. e IV Productions, spin-off dell'avventura grafica Insane Decay of Mind: The Sound of Silence.
Il gioco fa parte della raccolta 4StepsInVR, una raccolta di 4 videogiochi arcade compatibili con i dispositivi di realtà virtuale e pubblicata su Steam col nome di "Indie VR Boundle".

## Trama
Il gioco, pur non essendo story-driven, viene collocato temporalmente tra il primo e il secondo atto di Insane Decay of Mind: The Sound of Silence, titolo ancora in sviluppo. Katherine Watson, la protagonista del gioco, si ritrova intrappolata nel labirinto della sua mente e deve trovare il modo di uscirne. Nel labirinto, si trovano diversi enigmi e nemici, che ostacoleranno l'odissea della protagonista. Il giocatore deve guidare Katherine attraverso una serie di 3 labirinti generati proceduralmente, ognuno più grande e pieno di insidie del precedente.

## Nemici
Il nemico principale del gioco è l'Ombra, capace di assumere varie forme, ognuna delle quali rappresenta una paura o un aspetto del passato di Katherine:
- Ombra Lagomorfa: si tratta di un bambino che indossa una maschera da coniglio. Non è molto veloce e la maschera non gli permette di vedere bene. È possibile incontrarla come nemico al primo livello di labirinti e come NPC nel secondo e terzo livello.
- Ombra Colossale: è un grosso mostro, vestito in modo elegante e con la faccia dipinta come un teschio. Pur non essendo molto veloce, è in grado di sentire i passi del giocatore nei paraggi. È possibile incontrarla solo come nemico nel secondo livello di labirinti
- Ombra Infantile: è la versione distorta di Katherine stessa. È veloce, pur avendo un campo visivo ristretto. Si può incontrare come nemico nel secondo livello di labirinti e come personaggio non giocante in tutti i livelli, dando al giocatore una missione secondaria.
- Ombra Pallida: si tratta di uno dei nemici più temibili, pallida, magra e di gran lunga più veloce del giocatore. Rappresenterà una delle minacce del terzo livello di labirinti.
- Ombra Strisciante: come la precedente, quest'ombra infesterà il terzo livello di labirinti. Si tratta di un temibile mostro bicefalo, capace quindi di vedere si davanti che dietro, con un notevole campo visivo, grazie ad una lanterna

Inoltre, il labirinto è infestato anche dal Mostro del Labirinto, un'entità tentacolare che tenderà delle trappole al giocatore. Il Mostro del Labirinto è anche responsabile di far cambiare la forma del labirinto al momento del Game over

## Sviluppo
Lo sviluppo è iniziato subito dopo la conclusione dei lavori sul primo atto di Insane Decay of Mind: The Sound of Silence, alla fine del 2015. Il gioco viene pensato fin da subito per essere pienamente compatibile con i visori di realtà virtuale, anche se mantiene la compatibilità con i monitor standard. Per rendere più interessante il progetto, sono stati inoltre nascosti all'interno del gioco oltre 50 obiettivi nascosti, ognuno dei quali sbloccabile scoprendo un segreto sul passato di Katherine, raccontato nel gioco originale.
Il gioco viene pubblicato dopo qualche mese e presentato ufficialmente alla settima edizione dello Svilupparty, la festa degli sviluppatori italiani.